# Ginnastica ai Giochi della IV Olimpiade - Concorso a squadre maschile
La competizione del concorso a squadre maschile di ginnastica dei Giochi della IV Olimpiade si tenne i giorni dal 14 al 16 luglio allo stadio di White City a Londra.

Ogni squadra eseguì un esercizio di gruppo in un limite di tempo di 30 minuti. Gli esercizi potevano essere a corpo libero, con attrezzi a mano o una combinazione di entrambi. Una squadra poteva schierare da 16 fino a 40 ginnasti.

## Risultati
| Pos.    | Atleti | Nazione     | Punti  |
| ------- | --- | ----------- | ------ |
| Oro     | Gösta Åsbrink, Carl Bertilsson, Hjalmar Cedercrona, Andreas Cervin, Rudolf Degermark, Carl Folcker, Sven Forssman, Erik Granfelt, Carl Hårleman, Nils Hellsten, Gunnar Höjer, Oswald Holmberg, Carl Holmberg, Arvid Holmberg, Hugo Jahnke, Johan Jarlén, Gustaf Johnsson, Rolf Johnsson, Sven Landberg, Olle Lanner, Axel Ljung, Osvald Moberg, Tor Norberg, Erik Norberg, Carl Martin Norberg, Axel Norling, Daniel Norling, Gustaf Olson, Leonard Peterson, Sven Rosén, Gustaf Rosenquist, Axel Sjöblom, Haakon Sörvik, Birger Sörvik, Karl-Johan Svensson, Karl-Gustaf Vingqvist, Nils von Kantzow, Nils Widforss               | Svezia      | 317,00 |
| Argento | Arthur Amundsen, Carl Albert Andersen, Otto Authén, Herman Bohne, Trygve Bøyesen, Oskar Bye, Conrad Carlsrud, Sverre Grøner, Harald Halvorsen, Harald Hansen, Peter Hol, Eugen Ingebretsen, Ole Iversen, Per Jespersen, Sigurd Johannessen, Nicolai Kiær, Carl Klæth, Thor Larsen, Rolf Lefdahl, Hans Lem, Anders Moen, Frithjof Olsen, Paul Pedersen, Carl Alfred Pedersen, Sigvard Sivertsen, John Skrataas, Harald Smedvik, Andreas Strand, Olaf Syvertsen, Thomas Thorstensen | Norvegia    | 312,00 |
| Bronzo  | Eino Forsström, Otto Granström, Johan Kemp, Iivari Kyykoski, Heikki Lehmusto, John Lindroth, Yrjö Linko, Edvard Linna, Matti Markkanen, Kalle Mikkolainen, Veli Nieminen, Kalle Kustaa Paasia, Arvi Pohjanpää, Aarne Pohjonen, Eino Railio, Ale Riipinen, Arno Saarinen, Einar Sahlstein, Aarne Salovaara, Torsten Sandelin, Elis Sipilä, Viktor Smeds, Kaarlo Soinio, Kurt Stenberg, Väinö Tiiri, Magnus Wegelius | Finlandia   | 297,00 |
| 4       | Carl C. Andersen, Hans Bredmose, Jens Chievitz, Ingvardt Hansen, Christian Hansen, Arvor Hansen, Einar Hermann, Poul Holm, Knud Holm, Oluf Husted-Nielsen, Gorm Jensen, Charles Jensen, Hendrik Johansen, Harald Klem, Robert Madsen, Vigo Meulengracht Madsen, Lukas Nielsen, Oluf Olsson, Niels Petersen, Nicolai Philipsen, Viktor Rasmussen, Henrik Rasmussen, Marius Thuesen, Niels Turin-Nielsen | Danimarca   | 273,50 |
| 5       | Lucien Bogart, Albert Borizée, Nicolas Constant, Charles Courtois, Henri de Breyne, Louis Delattre, Louis Delescluse, Antoine Delescluse, Georges Demarle, Joseph Derou, Charles Desmarcheliers, Claude Desmarcheliers, Étienne Dharaney, Gérard Donnet, Émile Duhamel, A. Duponcheel, Paul Durin, A. Eggremont, G. Guiot, L. Hennebicq, Henri Hubert, Daniel Hudels, E. Labitte, Joseph Léstienne, Raimond Lis, Victor Magnier, G. Nys, Louis Pappe, Joseph Parent, Antoine Pinoy, V. Polidori, Gustave Pottier, Louis Sandray, Émile Schmoll, Édouard Steffe, E. Vercruysse, Hugo Vergin, E. Vicogne, Jules Walmée, G. Warlouzer | Francia     | 267,00 |
| 6       | Alfredo Accorsi, Umberto Agliorini, Nemo Agordi, Adriano Andreani, Vincenzo Blo, Giovanni Bonati, Pietro Borsetti, Flaminio Bottoni, Adamo Bozzani, Bruto Buozzi, Gastone Calabresi, Carlo Celada, Tito Collevati, Antonio Cotichini, Guido Cristofori, Stanislao Di Chiara, Giovanni Gasperini, Amedeo Marchi, Carlo Marchiandi, Ettore Massari, Roberto Nardini, Decio Pavani, Gaetano Preti, Gino Ravenna, Massimo Ridolfi, Ugo Savonuzzi, Gustavo Taddia, Giannetto Termanini, Gioacchino Vaccari | Italia      | 266,00 |
| 7       | Cornelus Becker, Michel Biet, Reinier Blom, Jan Bolt, Emanuel Brouwer, Jan de Boer, Abraham d'Oliveira, Johann Flemer, Johannes Göckel, Isidore Goudeket, Dirk Janssen, Jan Kieft, Salomon Konijn, Abraham Mok, Johannes Posthumus, Johan Schmitt, Jonas Slier, Johannes Stikkelman, Hendricus Thijsen, Constantijn van Daalen, Herman van Leeuwen, Gerardus Wesling | Paesi Bassi | 258,75 |
| 8       | P. A. Baker, W. F. Barrett, Robert Bonney, J. H. Catley, M. Clay, E. Clough, J. Cotterell, W. Cowy, G. C. Cullen, F. Denby, Bert Drury, W. Fitt, H. Gill, A. S. Harley, Arthur Hawkins, William Hoare, J. A. Horridge, H. J. Huskinson, J. W. Jones, E. Justice, N. J. Keighley, R. Laycock, W. Manning, R. McGaw, J. McPhail, W. G. Merrifield, Charles Oldaker, G. Parrott, E. Parsons, E. F. Richardson, J. Robertson, George Ross, D. Scott, J. F. Simpson, W. R. Skeeles, J. Speight, H. Stell, Charles Sederman, William Titt, Charles Vigurs, E. A. Walton, H. Waterman, Edgar Watkins, John Whitaker, F. Whitehead         | Regno Unito | 258,50 |